# Thanh Hải, Thanh Hà
Thanh Hải là một xã thuộc huyện Thanh Hà, tỉnh Hải Dương, Việt Nam.
Xã Thanh Hải có diện tích 9,18 km², dân số năm 1999 là 10.720 người, mật độ dân số đạt 1.168 người/km².
Xã có 3 thôn là thôn, An liệt, Tiền vĩ và Thừa liệt
Thôn An liệt có 5 xóm là: xom1,2, 3, 4, cầu
Thôn tiền vĩ có 2 xóm: xóm trại và xóm đông
Thôn thừa liệt có 2 xóm là đông lai và bồ đề

## Di sản
Xã có phường rối nước An Liệt là di sản văn hóa phi vật thể cấp quốc gia. Theo truyền khẩu, phường có từ thời hậu Lê do một người làng An Liệt khi đi làm ăn xa, xem múa rối nước thấy hay nên đã học, về làng lập ra phường và hành nghề..